# La Guerre des valses (film, 1951)
Pour plus de détails, voir Fiche technique et Distribution.
La Guerre des valses (titre original : Wien tanzt) est un film austro-liechtensteinois réalisé par Emil-Edwin Reinert sorti en 1951.

## Synopsis
Vienne au XIXe siècle. Johann Strauss gagne sa vie comme violoniste dans un bar à vin viennois, son mariage avec Anna menace de se rompre. La raison de la grave querelle est la dispute sur le fils aîné des deux, Johann Strauss fils. Alors que son père le considère comme complètement nul en musique et vise pour lui une carrière dans la fonction publique, Anna reconnaît rapidement le grand talent de compositeur de son fils. Une autre raison est l'infidélité conjugale constante du père ; sa dernière conquête est la Viennoise Millie Trampusch (de), qui l'inspire également artistiquement. Un jour, le compositeur a une idée ingénieuse : pourquoi ne pas créer une musique sur laquelle on puisse danser dans un temps trois-quatre jusqu'alors inconnu ? La valse viennoise est née ! Mais les Viennois eux-mêmes sont tout sauf enthousiastes, au contraire : les musiciens de son groupe l'avaient prévenu, ils ont eu raison. La nouvelle danse n'est pas acceptée par le peuple, son créateur est hué publiquement.
Dans cette situation, Millie s'avère être une bouée de sauvetage. Elle, qui connaît bien Johann, montre aux gens comment danser correctement cette valse d'un nouveau genre, de sorte qu'après les premières tentatives, les compositions de Strauss connaissent un succès retentissant. Le cortège triomphal de Strauss père commence maintenant : Il bat d'abord son concurrent Joseph Lanner dans un concours de musiciens, après quoi Strauss est nommé chef d'orchestre de la cour et fait des tournées dans de nombreux pays avec ses compositions. Millie l'accompagne lors de ses représentations invitées dans les capitales européennes, mais est empêchée de l'épouser à cause d'Anna. Après des années de triomphe, les Viennois se tournent alors vers un autre compositeur, plus moderne : le fils autrefois sous-estimé Johann Strauss fils, qui défie avec succès son père pour le titre de roi de la valse. Le cœur gros, le vieil homme se rend compte que son fils est le musicien le plus talentueux de la famille. Les Strauss père et fils se réconcilient sur son lit de mort.

## Fiche technique
- Titre : La Guerre des valses
- Titre original : Wien tanzt
- Réalisation : Emil-Edwin Reinert
- Scénario : Jacques Companéez, Emil-Edwin Reinert, Benno Vigny d'après une idée de Hans Gustl Kernmayr (de)
- Musique : Willy Schmidt-Gentner
- Direction artistique : Otto Niedermoser
- Costumes : Leo Bei, Hill Reihs-Gromes
- Photographie : Günther Anders, Hannes Staudinger
- Son : Otto Untersalmberger
- Montage : Henny Brünsch
- Producteur : Karl Ehrlich
- Société de production : Cordial-Film, Vindobona-Film
- Société de distribution : Schorcht Filmverleih
- Pays d'origine :  Autriche,  Liechtenstein
- Langue : allemand
- Format : Noir et blanc - 1,37:1 - Mono - 35 mm
- Genre : musical
- Durée : 102 minutes
- Dates de sortie :
  -  Autriche : 17 juin 1951.
  -  Allemagne de l'Ouest : 22 août 1951.
  -  France : 20 août 1952[1].
  -  Finlande : 28 novembre 1952.
  -  Union soviétique : 14 janvier 1957.

## Distribution
- Adolf Wohlbrück : Johann Strauss père
- Marte Harell : Millie Trampusch (de)
- Lilly Stepanek : Anna Strauss
- Fritz Imhoff :  Oberstrasser
- Lotte Lang (de) : Mme Riesner
- Eva Leiter : Resi
- Karl Kalwoda (de) : Amon
- Richard Eybner : Haslinger
- Erik Frey : le Prince de Metternich
- Viktor Braun (de) : le chef de la police Sedlnitzky
- Franz Böheim : son adjudant
- Oskar Wegrostek (de) : le propriétaire de l'auberge "Zu den zwei Täubchen", local de concert
- Ludwig Blaha : le propriétaire de l'auberge "Sperl"
- Heinrich Ortmayer : le manager italien

## Production
La Guerre des valses est réalisé au printemps 1951 au studio Vienna-Sievering ainsi qu'à Vienne et dans les environs, et est présenté le 17 juin 1951 à la Waldbühne de Berlin dans le cadre de la Berlinale[réf. souhaitée].